# Dell PowerEdge
PowerEdge ist die aktuelle Bezeichnung von Servern von Dell Inc.

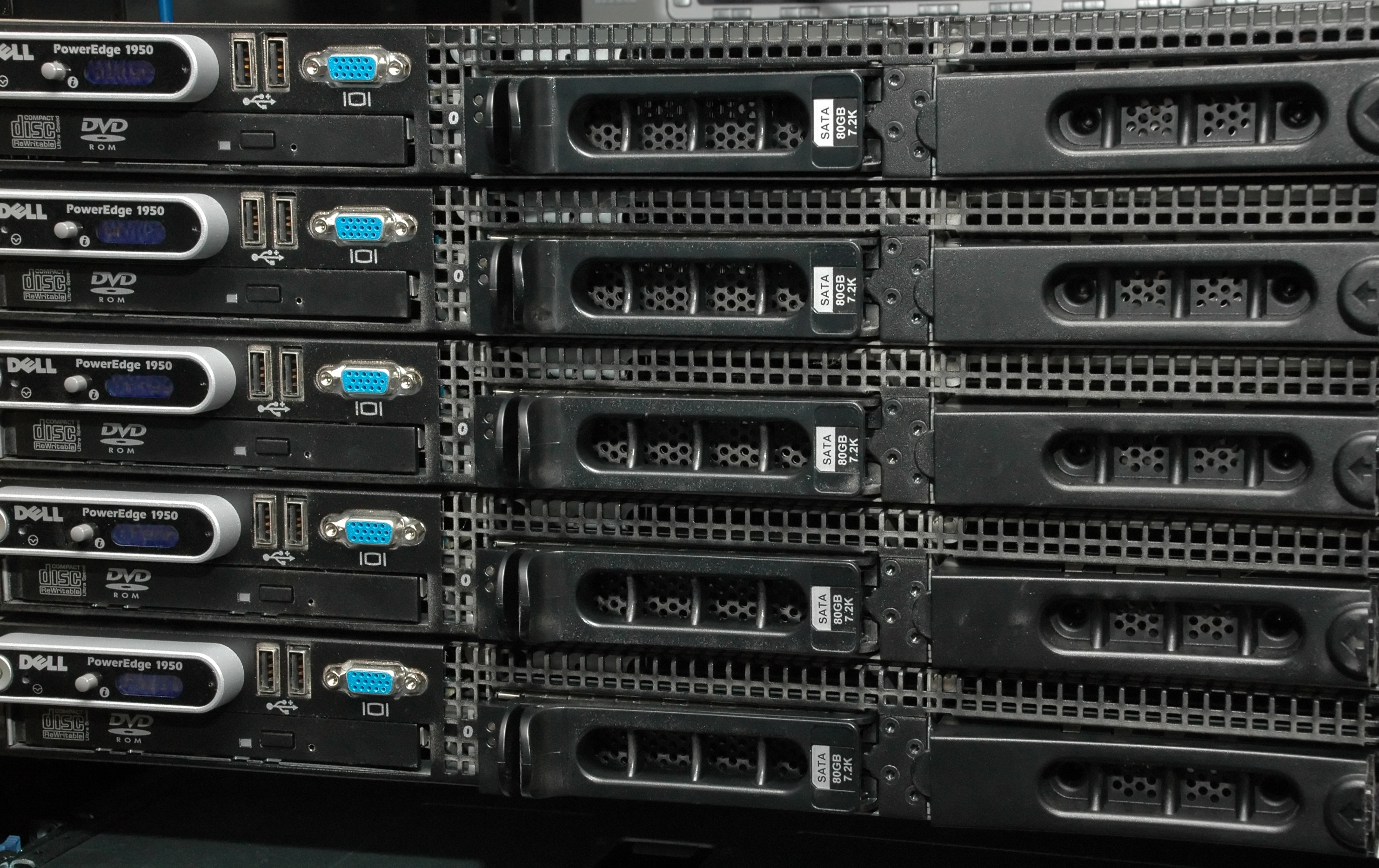
PowerEdge 1950 (Rack)

## Technische Informationen
Die PowerEdge-Produkte erzielten 15 % des Gesamtumsatzes der Unternehmung im Jahr 2007, dem Jahr der Einführung der neueren Modelle. Die Server werden als Deskside, Rack oder Blade angeboten. Dell kündigte 2006 an, eine AMD-Opteron-Architektur zu verwenden.

### Generationen
| Gen. | Jahr      | CPU-Typ                                                             | Sockets                             | Max. Speicher RAM           | Beispiel                                                       | Typ               | CPU                                         | max RAM                                | Angaben zum Modell |
| ---- | --------- | ------------------------------------------------------------------- | ----------------------------------- | --------------------------- | -------------------------------------------------------------- | ----------------- | ------------------------------------------- | -------------------------------------- | --- |
| G1   | 1996      | Pentium Pro 180/200 MHz                                             | 1,2 oder 4                          | 2 GB                        | 4100                                                           | tower             | 2 × PentPro socket 8                        | 1 GB                                   | |
| G2   | 1997      | Pentium II 233/333 MHz                                              | 2                                   | 512 MB                      | 4200                                                           | tower             | 2 × Pentium II                              | 512 MB                                 | SCSI controller |
| G3   | 1998      | Pentium III                                                         | 1,2 oder 4                          | 1, 2 oder 4 GB              | 4300                                                           | 7U rack           | 1 oder 2 × Pentium III 350,400 oder 450 MHz | 1 GB                                   | 8 × SCSI bays Intel 440 GX chipset |
| G4   | 1999 2001 | Pentium III Xeon                                                    | 2 oder 4                            | 8 GB                        | 4400                                                           | 7U rack           | 2 × Pentium III Xeon 600 MHz                | 4 GB                                   | 6 × PCI extension slots slot 7 für DRAC-Karte |
| G5   | 2001      | Pentium III 0,9–1,4 GHz                                             | 2                                   | 4 GB                        | 1550                                                           | 1U rack           | 2 × Pentium III Xeon 866–1440 MHz           | 2 GB                                   | 3 on-board SCSI drives built in RAID controller                                                                                                  |
| G6   | 2002 2004 | Pentium III Xeon                                                    | 1,2 oder 4                          | 3–32 GB                     | 4600                                                           | Tower             | 2 × Intel Xeon                              | 24 GB SDRAM                            | 7 × PCI slots, 3 × U160 SCSI integrated RAID controller                                                                                          |
| G7   | 2004 2005 | Pentium 4 Xeon                                                      | 1 oder 2 FC-PGA                     | 4–8 GB                      | 1750                                                           | Rack              | 2 × Intel Xeon                              | 8 GB SDRAM                             | 3 × 1" hot plug SCSI 2 × PCI-X, dual Gb NIC |
| G8   | 2005 2006 | Pentium 4 / –D Xeon FSB<Celeron / –D                                | 1,2 oder 4 Socket 604               | 4–64 GB                     | 6850                                                           | 4 U Rack          | 4 × Xeon 7100                               | 64 GB ECC SDRAM                        | 5 × hot plug SCSI oder SAS dual Gb NIC 1470 Watt redundant power                                                                                 |
| G9   | 2006 2007 | Xeon 5000 5100, 5200 Opteron 2200 8200, 8300                        | 2 × LGA771 2 × Socket F             | 16–64 GB                    | Rack-Modelle: 1950, 2950, 2970, 6950 Tower-Modelle: 1900, 2900 | 4 U Rack          | 4 × Dual/Quad Core AMD Opteron 8200/8300    | 64 GB (16 DIMM slots)                  | 7 × PCIe slots+RAID PCIe 5 × 400 Gb hotplug SAS dual Gb NIC 1570 Watt redundant power                                                            |
| G10  | 2008–...  | Xeon 2000 Core 2 DUO Opteron 2000 Opteron 8000                      | LGA771 Socket AM2 2 / 4 × Socket F  | 8–192 GB                    | M905                                                           | blade full height | Six Core AMD Opteron 8000                   | 192 GB (24 × 8 GB)                     | 2 × on blade 2,5" hot swap quad core gigabit NIC optional 10 Gb NIC oder CNA FC oder FCoE Mezzanine card                                         |
| G11  | 2009–...  | Xeon 3400 Celeron G1101 Intel Core i3 Xeon 5500/5600 Xeon 6500/7500 | 1 × LGA1156 2 × LGA1366 4 × LGA1567 | 16–32 GB 192 GB 412 GB/1 TB | R910                                                           | 4U Rack           | bis 4ix Eight core Xeon 7500                | 1 TB (64 Dimms) M910 blade: 512 GB max | bis 16 × 2,5" HDD/SSD max. 4,8 Tb on board bis 10 × PCIe G2 slots intern PERC H200/h700 embedded 1 Gb/10 Gb UTP oder \|SFP+ bis 4 × 1100 W power |
| G12  | 2012-…    | Xeon                                                                |                                     |                             |                                                                |                   |                                             |                                        | |
| G13  | 2014-…    | Xeon                                                                |                                     |                             |                                                                |                   |                                             |                                        | |
| G14  | 2017-…    | Xeon                                                                |                                     |                             |                                                                |                   |                                             |                                        | |
| G15  | 2019-…    | AMD Epyc 7002                                                       | 1 × SP3 (LGA) 2 × SP3 (LGA)         |                             | R6515                                                          | 1U Rack 2U Rack   | bis 64-core EPYC 2                          |                                        | PCIe 4.0 |

Quelle:

## Namenskonventionen
Vor der 10. Generation trugen die PowerEdge-Server Bezeichnungen aus vier Ziffern:
- 1. Ziffer: Höhe in Höheneinheiten (Towersysteme: bei horizontalem Einbau)
- 2. Ziffer: Generation
- 3. Ziffer: Servertyp (5: Rackserver; 0: Towerserver)
- 4. Ziffer: 5: Bladeserver; 0: normaler Einzelserver

Ab der 10. Generation sind die Server mit einem Buchstaben und drei oder vier Ziffern benannt:
Bei drei Ziffern:
- Buchstabe: Typ (Formfaktor) des Servers: C = Cloud (für Cloud-Anwendungen) / M oder MX = Modular (Bladeserver usw., die in spezielles Gehäuse montiert werden müssen) / R = Rackserver / T = Towerserver
- 1. Ziffer: Leistungsklasse: 1–3 = 1 CPU / 4–7 = 2 CPUs / 8 = 2 oder 4 CPUs / 9 = 4 CPUs
- 2. Ziffer: Einerstelle der Generationszahl (beginnend mit 10. Generation = 0)
- 3. Ziffer: CPU-Hersteller (0 = Intel; 5 = AMD)

Beispiel: R710 ist ein Rackserver der 11. Generation mit 2 CPUs von Intel; 2950 ist ein 2U hoher Rackserver der 9. Generation
Bei vier Ziffern:
- Buchstabe: Siehe drei Ziffern

- 1. Ziffer: System-Klasse. 1–5 mit iDRAC BASIC, 6–9 mit iDRAC Express
- 2. Ziffer: Generation (0 = 10. Generation, 1 = 11. Generation etc.)
- 3. Ziffer Anzahl CPUs
- 4. Ziffer: CPU-Hersteller (0 = Intel; 5 = AMD)[14]